# Собор Волинських святих (свято)
Собор Волинських святих — свято Української Православної Церкви та Православної Церкви України на спогад про визволення Почаївської лаври з уніатського полону та повернення в Православ'я 10 жовтня 1831 року. Святкується це свято 10  (23 ) жовтня.

## Список волинських святих
- св. рівноап. Мефодій (885 р.);
- св. рівноап. Кирило (пом. 869,  14 (27) лютого,  11 (24) травня);
- св. рівноап. Володимир, великий князь, просвітитель Русі (пом. 1015, пам'ять 15 (28) липня);
- св. рівноап. Ольга у святому хрещенні Єлена (пом. 11 липня 969) — руська княгиня із династії Рюриковичів. Княгиня київська (945—962), дружина київського князя Ігоря Рюриковича;
- прп Варлаам Печерський (пом. 1065, Володимир) — перший ігумен Києво-Печерського монастиря, подвизався в Києві разом з Антонієм Печерським;
- св. блгв. Ярополк, князь Володимиро-Волинський (1086 р.; пам'ять 22 Листопада / 5 грудня);
- прп. Стефан Печерський, єпископ Волинський (1094 р., пам'ять 27 квітня (10 травня);
- прп. Нестор Літописець печерський, в Ближніх (Антонієвих) печерах (пом. бл. 1114, пам'ять 27 жовтня (10 листопада));
- св. Амфілохій, єпископ Володимир-Волинський, Печерський чудотворець (1122 р.; 10 /23 жовтня);
- прп. Микола Святоша Чернігівський, Печерський, князь, чернець, чудотворець, в Ближніх (Антонієвих) печерах (пом. 1143, пам'ять 14 (27) жовтня);
- прп. Нифонт Печерський, Новгородський, єп., В Ближніх (Антонієвих) печерах (пом. 1156, пам'ять 8 (21) квітня);
- св. блгв. Андрій Боголюбський, великий князь (пом. 1174, пам'ять 29 червня (12 липня), 4 (17) липня)[2];
- прп. Олег Брянський, князь (пом. бл. 1285, пам'ять 20 вересня (3 жовтня));
- св. блгв. Володимир Василькович, князь (пом. 1288, пам'ять 10 (23) грудня);
- святит. Петро Ратенський (пом. 21 грудня 1326) — Митрополит Київський і всієї Русі. Переніс київську митрополичу кафедру з Владимира до Москви. Чудотворець (пом. 1326, пам'ять 24 серпня (6 вересня), 21 грудня (3 січня));
- прп. Мефодій Почаївський (пом. 1353);
- святитель Феогно́ст — митрополит Київський і всієї Русі (з осідком у Москві). Всіляко підтримував загарбницькі дії князя московського Івана I Калити;
- святитель Кипріа́н (пом. (29 вересня) 1406) — митрополит Київський і всієї Русі, письменник, редактор, перекладач і книжник;
- Святи́тель Фо́тій (пом. 2 липня 1431) — Митрополит Київський і всієї Русі (1408—1431), грек родом з Пелопонесу; призначений Патріархом Константинопольським, жив у Москві і не був визнаний великим князем Литовським Вітовтом, під впливом якого Київсько-Литовським Митрополитом був поставлений Григорій Цамблак (1415–1420). Щойно по смерті Цамблака вся Київська Митрополія опинилася під керівництвом Фотія, який сприяв посиленню впливів московського політичного центру і зміцненню влади московського великого князя;
- прп. Федір, в чернецтві Феодосій, князь Острозький (1460 р.; 11 /24 серпня);
- св. прав. діва Юліана, княжна Ольшанська (1546 р.; 6 /19 липня);
- Святитель Петро (Могила), митр. Київський (пом. 1646, пам'ять 31 грудня (13 січня));
- Преподобномученик Афанасій Берестейський — (пом. 5 вересня 1648, Берестя) — український церковний діяч часів Речі Посполитої, письменник-полеміст;
- прп. Іов, у схимі Іоан, ігумен Почаївський (1651 р.; 28 серпня /10 вересня);
- св. прмч. Макарій, архімандрит Овруцький (1678 р.; 7/20 жовтня);
- св. страстотерпець Дани́ло Братко́вський (пом. 15 листопада 1702) — громадський діяч, борець за православ'я, поет з Волині, підчаший венденський, оборонець прав українського населення на шляхетських сеймиках Київщини та Волині. Страчений поляками у Луцьку;
- Св. Інокентій Іркутський (пом. 27 листопада 1731), — український православний діяч. Єпископ Іркутський і Нерчинський, перший єпископ Східного Сибіру. Ректор Московської слов'яно-греко-латинської академії;
- Преп. Амфілохій (Головатюк), Почаївський (пом. 1970, пам'ять 29 квітня (12 травня), 19 грудня (1 січня)).

З цих святих тільки один прп. Іов спочиває на Волині, в лаврі Почаївській; та окрім цього, за переказами, прп. Стефан похований при своїй кафедрі, у Володимирі-Волинському. З інших святих угодників свт. Амфілохій і прп. Федір, наприклад, покояться в Києві в Дальніх печерах; там же, як відомо, спочивають і останки святої і блаженної Юліані Ольшанської. Блаженний Ярополк, як говорить передання, з Володимиро-Волинського теж перевезений до Києва для поховання і там покладений в церкві св. апостолів Петра і Павла, яку сам побудував. Що стосується прпмч. Макарія Овруцького, то мощі його — в Переяславі Полтавської області, в кам'яному храмі Вознесенського монастиря.
До Собору Волинських святих насамперед треба віднести св. Ольгу (пом. 969 р.), яка так відома утихомиренням древлян, що жили, як нині відомо, в межах Волинської землі. Св. рівноапостольний князь Володимир, просвітитель Волині та засновник багатьох її міст і храмів; прп. Микола Святоша, кн. Чернігівський, який у 1099 р. був князем Луцького уділу на Волині, і окрім цього в різні часи княжив у Дорогобужі, Пересопниці (сучасна Рівненська обл.) і в інших місцях древньої Волинської землі. І дуже багато інших відвідували Волинську єпархію або для «нагляду і проповіді», або займалися влаштуванням Православної Церкви на Волині в часи католицько-уніатського переслідування.
Святі і рівноапостольні брати — просвітителі слов'янські Кирило і Мефодій знаходяться в безпосередньому найближчому союзі з землею Волинською, бо. історія прямо говорить, що в числі інших країн вони також посилали проповідників і в межі Волинські, так що внаслідок цього, за сказанням древніх письменників, межі Моравської єпархії св. Мефодія простягалися в саму глиб землі Волинської, до річок Бугу та Стир.

## Тропар і кондак святим

### Тропар собору Волинських святих, глас 4
Надійшов день світлого празника, / люди волинські радуються, і з ними все Київське Православ'я радіє в псалмах і співах, і піснях духовних, / бо сьогодні, як сонце вічне, усім засяяла пам'ять святих, і славних угодників, і чудотворців Волинських: / святителя Стефана дивного, першого ієрарха Волинського, / і святого благовірного князя Ярополка, боговідважного страждальця, / і переможного Федора, богаданого князя Острожського, / і преподобного Іова, вічно блаженного, / їх молитвами, Господи, землю нашу в Православ'ї й мири затверди, / і спаси всіх нас, маючих неспинну за нас Молитовницю, / Пресвяту Матір Богородицю, / що благодатно засяяла в цілющій стопі Своєї і чудотворної іконі на горі Почаївської, / і заступництвом інших Волинських угодників Божих: / Юліані, блаженної діви Ольшанської, / і святого преподобнемученика Макарія, архімандрита Овручевського.

### Кондак собору Волинських святих, глас 8
Обраним чудотворцям і добрим угодникам Божим, /що з Волинської землі вийшли, вам, святі, похвалу заспіваємо: / Ярополк славний, Стефан, Амфілохій, Федір. Юліана, Іов і Макарій, вічно блаженні! / Тому, як маючи благодать і милость у Христа Бога нашого, / від всяких бід нас визволите, / та вашою допомогою визволені, співаємо вам подячно: / Радуйтеся, славні угодники Божі й Волинської землі прикраса.